# Michal Vilec
Michal Vilec, bis 1939 verwendete er meist die ungarische Form Villecz, Mihály (* 6. August 1902 in Bardejovská Nová Ves; † 19. März 1979 in Bratislava) war ein slowakischer Komponist, Dirigent und Pianist.

## Leben
Im nordostslowakischen, seit 1971 zu Bardejov eingemeindeten Bardejovská Nová Ves (Bartfeld-Neudorf) geboren und dem Siedlungsgebiet entsprechend auf die ungarischen Vornamen Mihály Boldizár István János Móricz getauft, besuchte Vilec das Gymnasium im 30 km südlich gelegenen Prešov, wo er 1921 die Matura machte. Anschließend studierte er 1921–1924 an der Franz-Liszt-Musikakademie in Budapest Klavier bei István Thomán, Dirigieren bei Emil Ábrányi sowie Komposition bei Albert Siklós, Leó Weiner und Zoltán Kodály. 1925–1933 ging er selbst einer intensiven Korrepetitoren- und Dirigententätigkeit an verschiedenen Orten in der Tschechoslowakei und im Ausland nach. In dieser Zeit scheint er nicht komponiert zu haben. 1932 heiratete er in Graz die Sopranistin Pauline Walter. Ab 1933 arbeitete er als Lehrer, 1939 bis zum Ende des Zweiten Weltkriegs als Direktor der Musikschule von Prešov. Außerdem war er auch als Interpret vielfältig am Musikleben der Stadt beteiligt. 1945–1955 war er zunächst Angestellter, dann Leiter der Musikabteilung und Dirigent beim Tschechoslowakischen Rundfunk in Košice. 1954 unterrichtete er zudem Formenlehre und Kontrapunkt an der Pädagogischen Abteilung der Musikschule von Košice. 1955 wurde Vilec Direktor des Bratislavaer Konservatoriums, ehe er 1962 die Funktion des Vorsitzenden des Komitees des Slowakischen Musikfonds übernahm, was er bis zu seiner Pensionierung 1967 blieb. Der Nachlass von Michal Vilec befindet sich in der Musikabteilung des Slowakischen Nationalmuseums.
In seinem Schaffen ging Vilec von der spätromantischen Tradition und der Klangfarbigkeit des Impressionismus aus. Wichtig waren ihm die melodische und harmonische Entwicklung innerhalb meist klassisch angelegter Formgefüge. Ebenso griff er Elemente der slowakischen Volksmusik auf, während er die Anlehnung an die zu seiner Zeit aktuellen Strömungen und Experimente der internationalen Moderne weitgehend vermied.

## Preise und Auszeichnungen (Auswahl)
- 1937: Preis des Instituts Matica slovenská
- 1964: 1. Preis beim Kompositionswettbewerb des Tschechoslowakischen Rundfunks
- 1967: Ján-Levoslav-Bella-Preis für Concertino für Trompete und doppeltes Streichorchester op. 41
- 1968: Titel „Verdienter Künstler“

## Werke (Auswahl)
Die vorhandenen Werkverzeichnisse von Vilec weisen nur eingeschränkt eine konsequente Katalogisierung auf. Im frühen Schaffen verwendete er auf den Partituren meist den in ungarischer Orthographie geschriebenen Namen „Villecz, Mihály“. Viele Manuskripte wurden vom Komponisten nicht datiert, Opuszahlen teilweise doppelt, mehrfach oder gar nicht vergeben, sodass eine systematische und vereinheitlichte Auflistung erst Folge einer künftigen musikwissenschaftlichen Darstellung sein kann.

### Chor und Orchester
- Pochod rudnianskych baníkov (Marsch der Bergleute aus Rudnianska) für Männerchor und Orchester op. 11 (1950)

### Gesangsstimme und Orchester
- Babie leto (Altweibersommer) nach einem Text von Pavol Horov[5] für Sopran und Orchester op. 37 (1965)

### Orchesterwerke
- Biele chryzantémy (Weiße Chrysanthemen) op. 13 (1948)
- Preludio eroico op. 26 (1962)
- Drei Volkstänze op. 33 (1964)
- Konzertante Suite (1967)

### Kammerorchester
- Vier Stücke für Streichorchester (1964)

### Soloinstrument(e) und Orchester
- Schubertiádia. Rondo über Walzer von Schubert für Klavier und Orchester op. 15 (1951)
- Divertimento für Klavier zu vier Händen und Streichorchester (1964)
- Concertino für Trompete und doppeltes Streichorchester op. 41 (1967)

### Duos und Kammermusik
- Polka-Serenade für Violoncello und Klavier
- Sonate Nr. 1 für Violoncello und Klavier op. 1 (1934)
- Fantasie für Violine und Klavier op. 3 (1936)
- Romanze für Violine und Klavier op. 9 (1947)
- Kleine Serenade für Violine und Klavier (1948)
- Sonate für Oboe und Klavier op. 10 (1949)
- Letné zápisky (Sommernotizen). Stücke für Blasinstrument und Klavier op. 19 (1958)
- Zwei Stücke für Violoncello und Klavier op. 21 (1962)
- Klaviertrio op. 23 (1962)
- Fantasie für Posaune und Klavier op. 29 (1962)
- Bläserquintett op. 31 (1964)
- Zahrajme si (Wir spielen) für zwei Violinen und Klavier (1962)
- Streichquartett op. 28 oder op. 33 (1962)
- Quartett für zwei Trompeten und zwei Posaunen op. 34 (1962)
- Sonate Nr. 2 für Violoncello und Klavier op. 34 (1964)
- Malá predohra (Ein kleines Vorspiel) für zwei Violinen (1964)
- Septett für Flöte, Klarinette, Trompete, Violine, Viola, Violoncello und Klavier op. 36 (1969)
- Vier Stücke für Oboe und Klavier op. 42 (1967)
- Sonatine für Violine und Klavier op. 43 (1969)
- Divertimento für vier Flöten op. 44 (1969)

### Klavier vierhändig oder zwei Klaviere
- Ballade für zwei Klavier op. 25 (1962)
- Z brehov Dunaja (Von den Ufern der Donau). Suite für Klavier zu vier Händen op. 32 (1964)
- Rozhovory pri klavíri (Gespräche am Klavier). Zehn kleine Klavierstücke für Klavier zu vier Händen op. 35 (1964)

### Klavier solo
- Bagatellen op. 1 (1923, rev. 1938)
- Klavierstücke op. 3 (1936)
- Na koni (Auf dem Pferd) (1958)
- Pastorale (1958)
- Vier Präludien op. 16 (1959)
- Rondo op. 23 (1962)
- Sonate op. 32 (1962)
- Vier Präludien op. 27 (1962)
- Zweistimmige Inventionen op. 39 (1963–1965)
- Drei Sonatinen op. 30 (1964)
- Kadenz zum Klavierkonzert (Cembalokonzert) f-Moll von Jiří Antonín Benda (um 1965)
- Kadenz zum Klavierkonzert Es-Dur KV 482 von Wolfgang Amadeus Mozart (um 1965)
- Acht Etüden op. 40 (1966)

### Gesang und Klavier
- Vier Volkslieder (1936)
- Fünf Lieder nach Gedichten von Emil Boleslav Lukác für Gesang und Klavier op. 4 (1937)
- Vysoké letné nebe (Hochsommerhimmel). Sechs Lieder nach Gedichten von Pavol Horov für mittlere Stimme und Klavier op. 28 (1960)

### Chor a cappella
- Dve zemplínske uspávanky (Zwei Wiegenlieder aus Zemplín) für gemischten Chor (1962)
- Drei Nocturnes nach Gedichten von Mikuláš Kasarda[6], Ctibor Štítnický[7] und Pavol Horov für gemischten Chor op. 22 oder op. 30 (1962)
- Tri zborové piesne k občianskym príležitostiam. Drei Chorlieder nach Texten von Pavol Horov, Pavol Országh Hviezdoslav und Anonymus für Frauenchor Männerchor und gemischten Chor op. 24 (1962)

Bereits in den 1930er-Jahren schrieb Vilec – teilweise gemeinsam mit Mikuláš Moyzes, dem Vater des Komponisten Alexander Moyzes – klavierpädgaogische Werke, darunter eine Klavierschule. Ein Harmonielehrebuch (1939–1943) in deutscher Sprache fand keine Verbreitung. Zudem gibt es Musik für Hörspielsendungen, weitere Chorsätze sowie Volksmusikarrangements.

## CD-Diskographie (Auswahl)
- Polka-Serenade – Richard Vandra (Violoncello), Pavol Kováč (Klavier) – auf: Amoroso (Slovart Records, CD 2009)
- Sonate Nr. 2 für Violoncello und Klavier op. 34 – Ján Slávik (Violoncello), Daniela Varínska (Klavier) – auf: Kafenda, Vilec, Godár (Hochschule für Musische Künste Bratislava – VŠMU, CD 2013)